# Ägerisee
Der Ägerisee (alte Schreibweise Aegerisee) ist ein 7,2 km² grosser See im Schweizer Kanton Zug, der durch einen Gletscher entstanden ist und in den Schwyzer Alpen auf 724 m ü. M. liegt. Sein Hauptzufluss ist der Hüribach, Abfluss ist die Lorze.
Der Ägerisee wird seit 1992 als Trinkwasserreservoir benutzt. Auf dem See wird auch heute noch geflösst, was in der Schweiz einzigartig ist. Da am westlichen Seeufer keine Strasse, sondern nur ein Wanderweg existiert, wird das dort geschlagene Holz für den späteren Weitertransport mit Lastwagen schwimmend auf die andere Seeseite befördert.

## Tourismus
Schon früh hat auch der Ägerisee zu Postkarten-Motiven inspiriert: so im Helvetischen Calender fürs Jahr 1795 mit einer Zeichnung von Heinrich Füssli, gestochen von Johann Heinrich Meyer. Und im Rahmen seiner «pittoresken» Reise zum Zürichsee, zum Zugersee, zum Lauerzersee und zum Walensee hielt ihn der Schweizer Maler Johann Jakob Wetzel Anfang des 19. Jahrhunderts fest.

Morgarten am Aegeri-See, Druckgrafik von Heinrich Füssli, Zeichner, und Johann Heinrich Meyer ([Stecher]), von 1795
Vue du lac d’Aegeri, Druckgrafik von Johann Jakob Wetzel, Maler, und Franz Hegi (Stecher), von 1819

Die dann 1890 begonnene Tradition touristischer Schifffahrt wird von der 2002 gegründeten Ägerisee Schifffahrt AG, einem Tochterunternehmen der Zugerland Verkehrsbetriebe, mit zwei Motorschiffen weitergeführt, wovon das grössere ganzjährig im Einsatz ist, während das kleinere, seit dem 2. Juni 1953 in Betrieb, von April bis Oktober im Einsatz ist.

### Schiffländen
Orte mit Schifflände der Personenschifffahrt, von Norden nach Süden:
| Name                    | Ufer | Lage                    | ⊙                  | Bild | Anmerkungen |
| ----------------------- | ---- | ----------------------- | ------------------ | ---- | ----------- |
| Unterägeri (See)        |      | Unterägeri              | 47.138073 8.589376 | BW   |             |
| Oberägeri (See)         | Nord | Oberägeri               | 47.133688 8.60819  | BW   |             |
| Oberägeri Ländli (See)  | Nord | Oberägeri               | 47.129557 8.630086 | BW   |             |
| Eierhals (See)          | Ost  | Morgarten               | 47.116114 8.640928 | BW   |             |
| Naas (See)              |      | Unterägeri              | 47.11443 8.621472  | BW   |             |
| Morgarten Denkmal (See) | Ost  | Morgarten: bei #Denkmal | 47.106283 8.641375 | BW   |             |
| Morgarten Hotel (See)   | Ost  | Morgarten               | 47.103846 8.640052 | BW   |             |

### Winternutzung
Ende Januar 2006 wurde der zugefrorene See erstmals seit 1981 wieder an einigen Stellen zur Benutzung freigegeben, beim Bootshafen im Gebiet Oberägeri und bei den beiden Schiffstationen im Gebiet Unterägeri. Voraussetzungen waren über 2 Monate hinweg tiefe Temperaturen und eine 12 cm dicke Eisschicht guter Qualität.

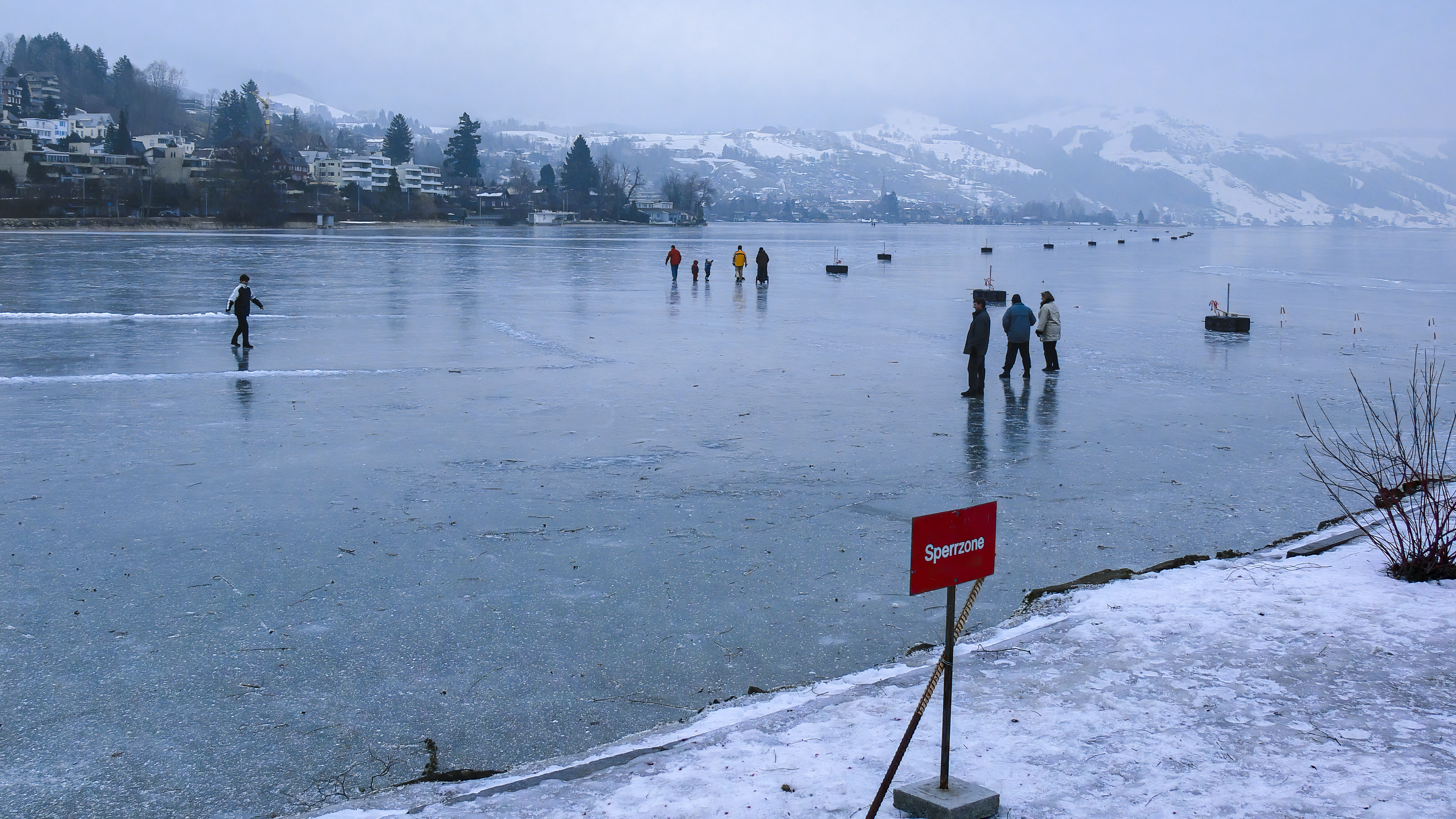
Sperrzone
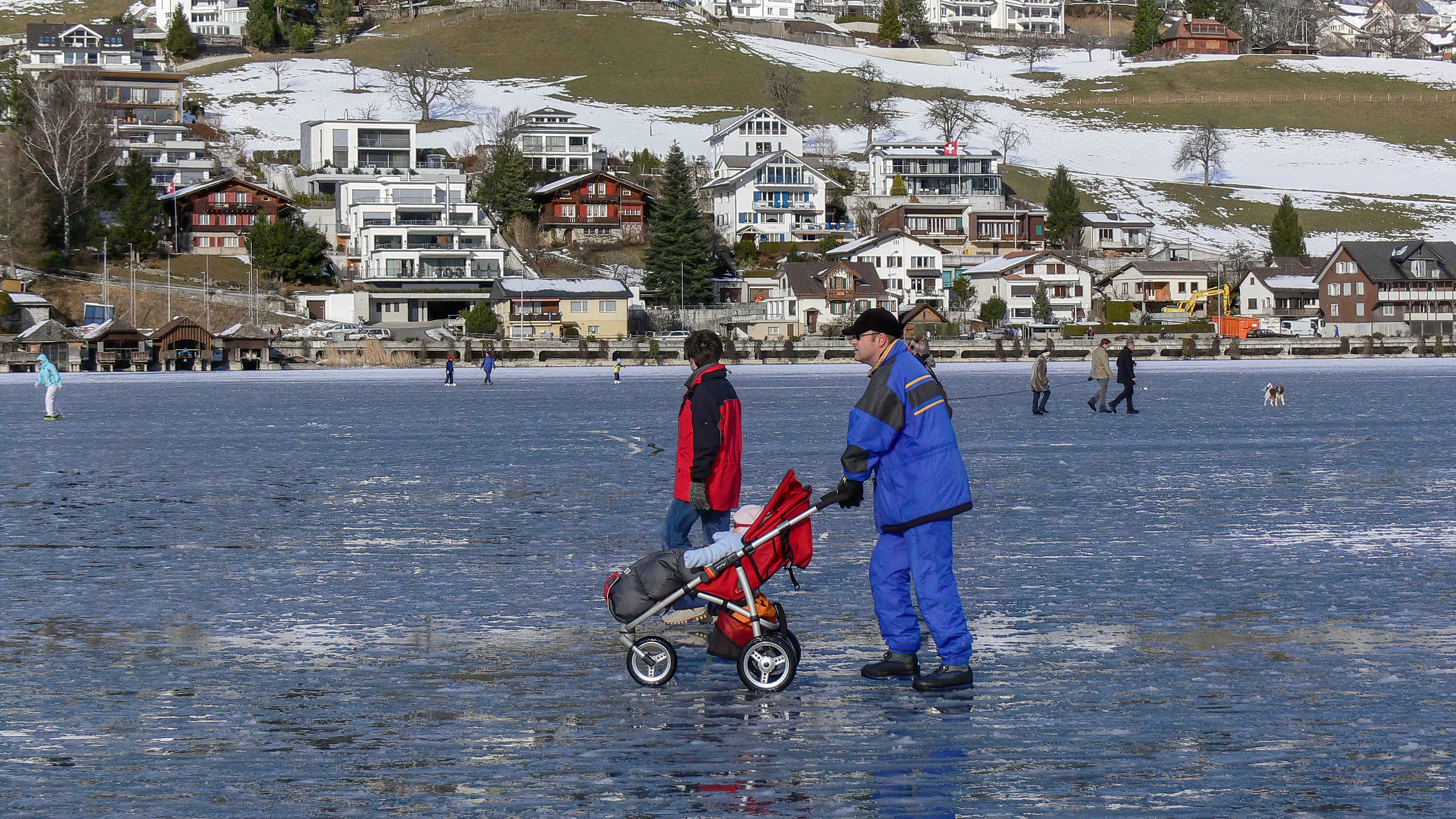
Der zugefrorene See 2006
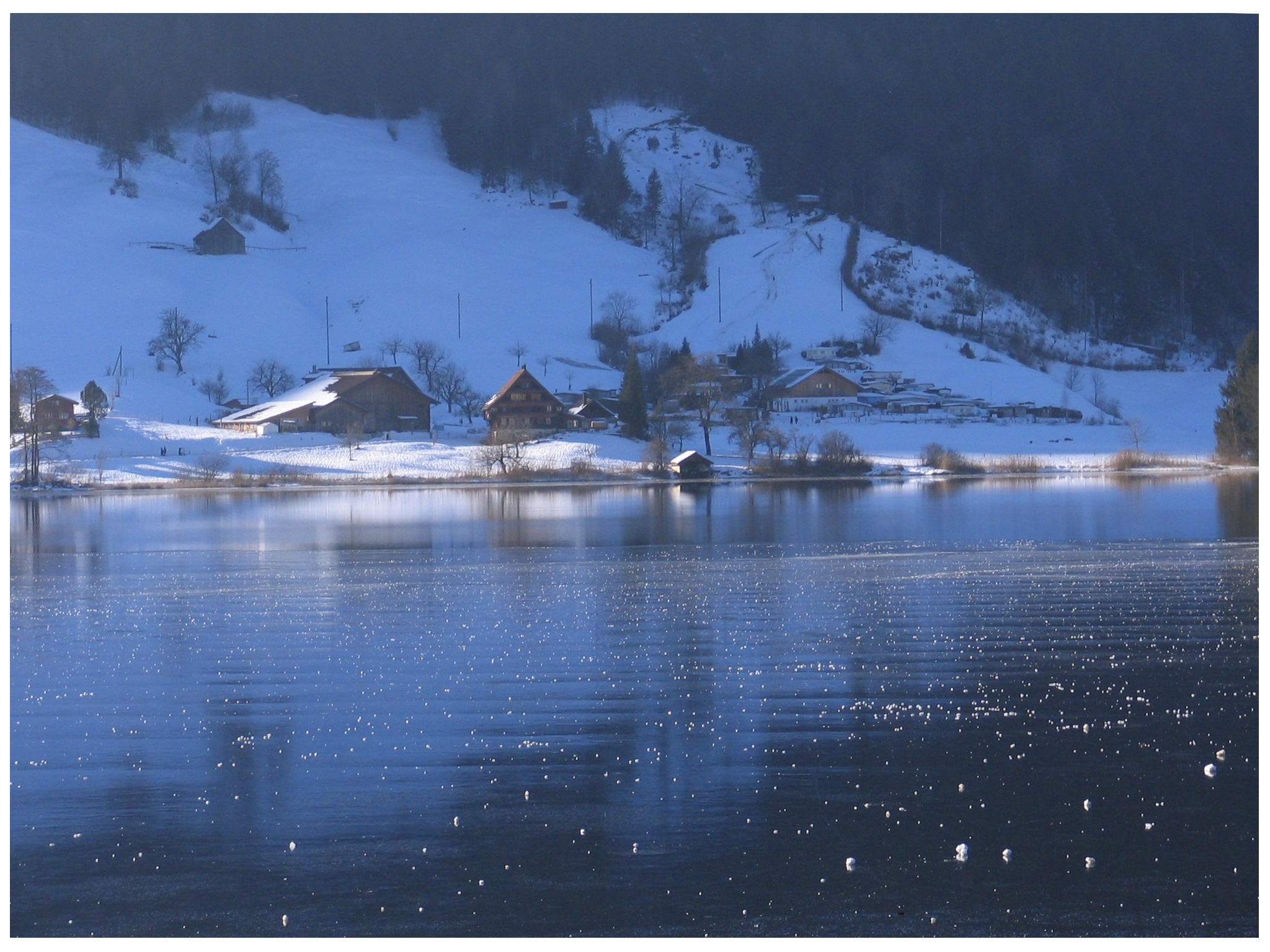
Ägerisee mit dünner Eisschicht

### Denkmal
Am Seeufer steht ein Denkmal für die Schlacht am Morgarten (1315), ungefähr 2 Kilometer nördlich des Schlachtgeländes gelegen, das 1908 eingeweiht wurde. Jeden 15. November finden dort die Morgartenfeier und das Morgartenschiessen statt. Der Sage D Ritter im Ägerisee nach erscheint zu diesem Jahrestag Gevatter Tod aus dem kochenden, sich blutrot färbenden See mit jungen, wilden Rittern im Gefolge, die am Ufer wüten und um 1 Uhr nachts mit dem Glockenschlag der Kirchturmuhr in Oberägeri ins Wasser zurückkehren. Zur 700-Jahr-Feier wurden ein Informationszentrum und ein Lehrpfad eingerichtet. Ebenfalls in 2015, im Sommer, wurde das Denkmal anlässlich des Freilichtspiels «Morgarten – Der Streit geht weiter» verhüllt.

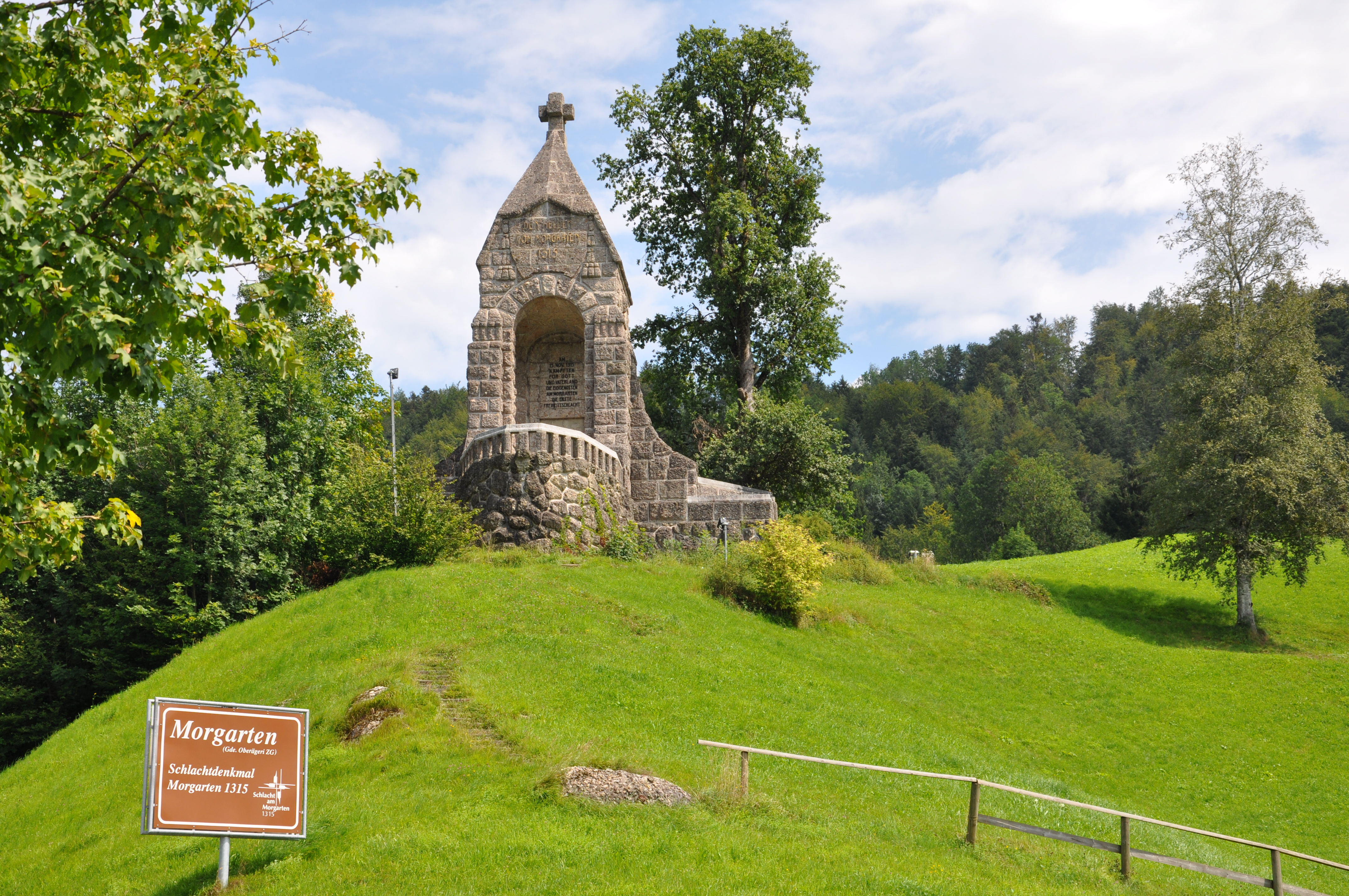
Morgartendenkmal
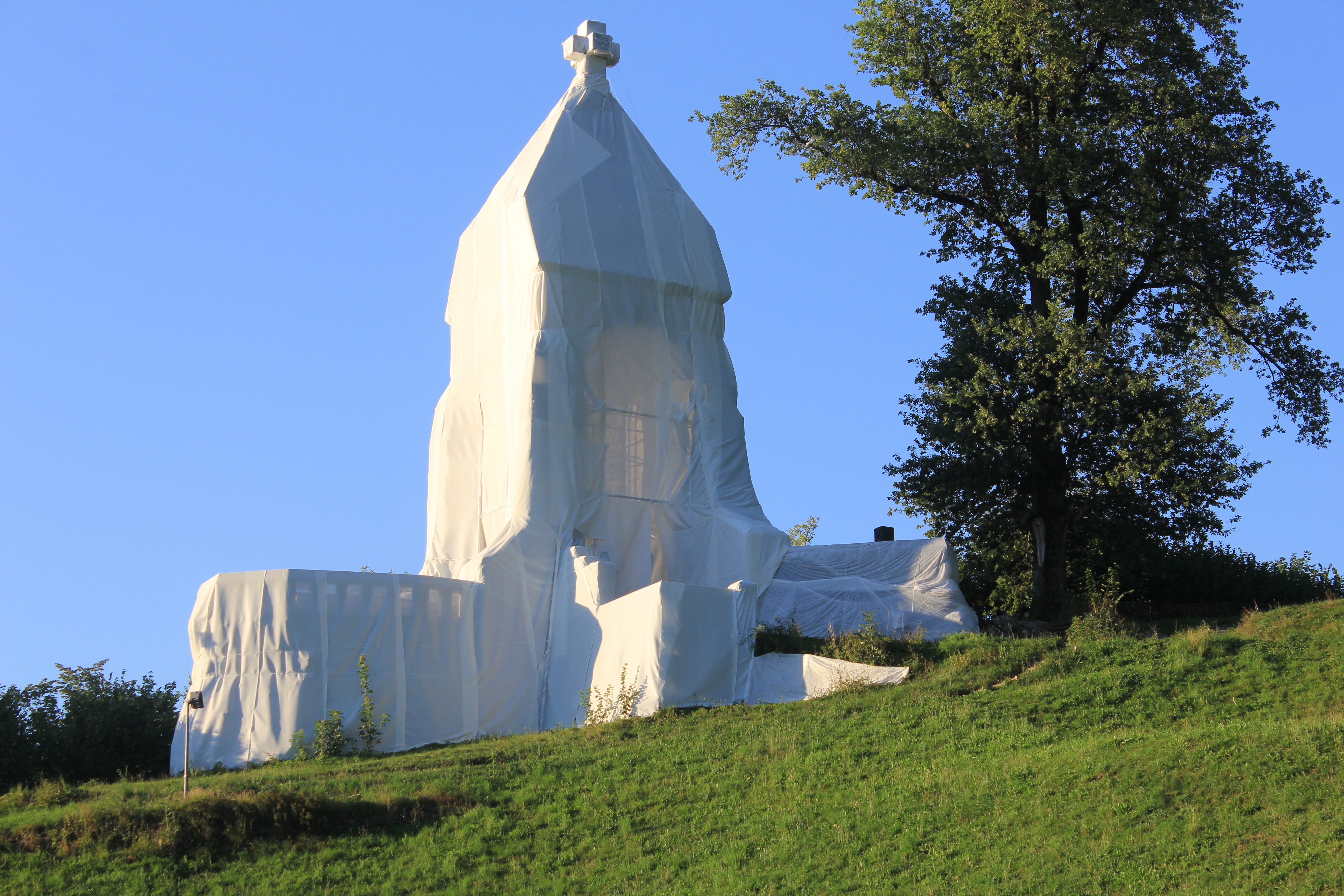
Morgartendenkmal im Sommer 2015 verhüllt

## Weitere Aufnahmen

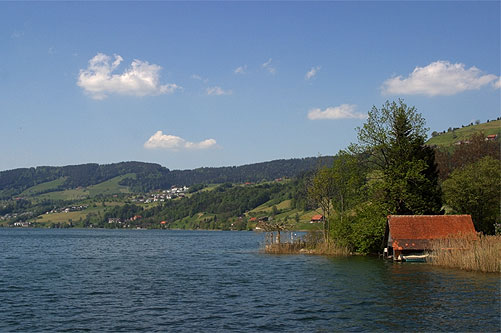
Ägerisee bei Morgarten
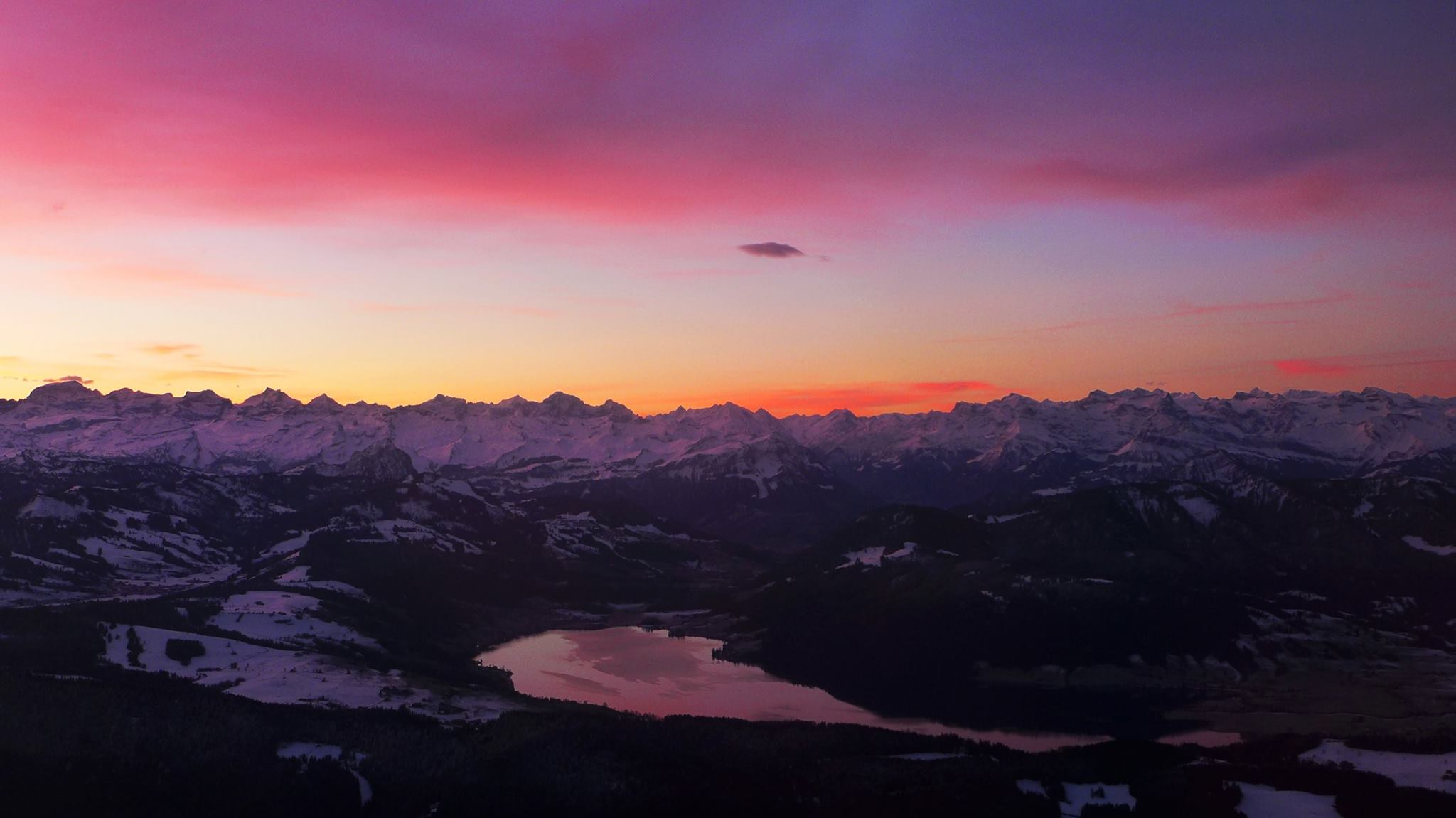
Morgenstimmung am Ägerisee